# The Best of (Kamelot, Česko)
The Best of je kompilační album brněnské skupiny Kamelot vydané jako kompilace toho nejlepšího k 15 letům od založení. Skladby mají nové aranžmá. Bonusem je dosud nezveřejněná píseň Podívej v podání zesnulého Radka Michala. Album vyšlo ve společnosti Monitor EMI v roce 1997.

## Obsazení
Autorem všech textů a hudby je Roman Horký. Obsazení skupiny:
- Roman Horký – sólo kytara, bottleneck, sólový zpěv
- Radek Michal – doprovodná kytara, zpěv
- Viktor Porkristl – doprovodná kytara, zpěv
- Jaroslav Zoufalý – rytmika, conga, tamburína, tleskání, pískání, tuba, výkřiky, zpěv
- Petr Rotschein – baskytara, zpěv, pískání
- Jan Valentin – rytmické nástroje, jako host
- Max Fôrst – foukací harmonika, jako host
- Ivo Viktorin – hammond organ, jako host
- Romana Miňková – zpěv, jako host
- Vlasta Redl – klavír, hammond organ, jako host
- Natálie Velšmídová – zpěv, jako host
- Petr Vavřík – basová kytara, jako host

## Skladby
1. Podívej
2. Přístav
3. Zachraňte koně
4. Ahoj Pegi
5. Heidi, děvčátko z hor
6. Hello
7. Vyznavači ohňů
8. Cesta za duhou
9. Honolulu
10. Zlatá ryba
11. Zimní píseň
12. Pozor, tunel!
13. Tomáš
14. Levnej hotel
15. Kristy
16. Hardegg